# Oberbussnang
Oberbussnang, schweizerdeutsch Oberbusslig, ist eine ehemalige Ortsgemeinde und eine Ortschaft der Gemeinde Bussnang im Bezirk Weinfelden des Kantons Thurgau in der Schweiz.
Die Ortsgemeinde Oberbussnang gehörte von 1803 bis 1995 zur ehemaligen Munizipalgemeinde Bussnang. Am 1. Januar 1996 fusionierte die Ortsgemeinde Oberbussnang im Rahmen der Thurgauer Gemeindereform zur politischen Gemeinde Bussnang.

## Geographie
Die Gemeinde umfasste das am Furtbach und an der Landstrasse Weinfelden–Wil (SG) gelegene Bauerndorf Oberbussnang sowie die Weiler Margenmühle und Neuberg.

## Geschichte

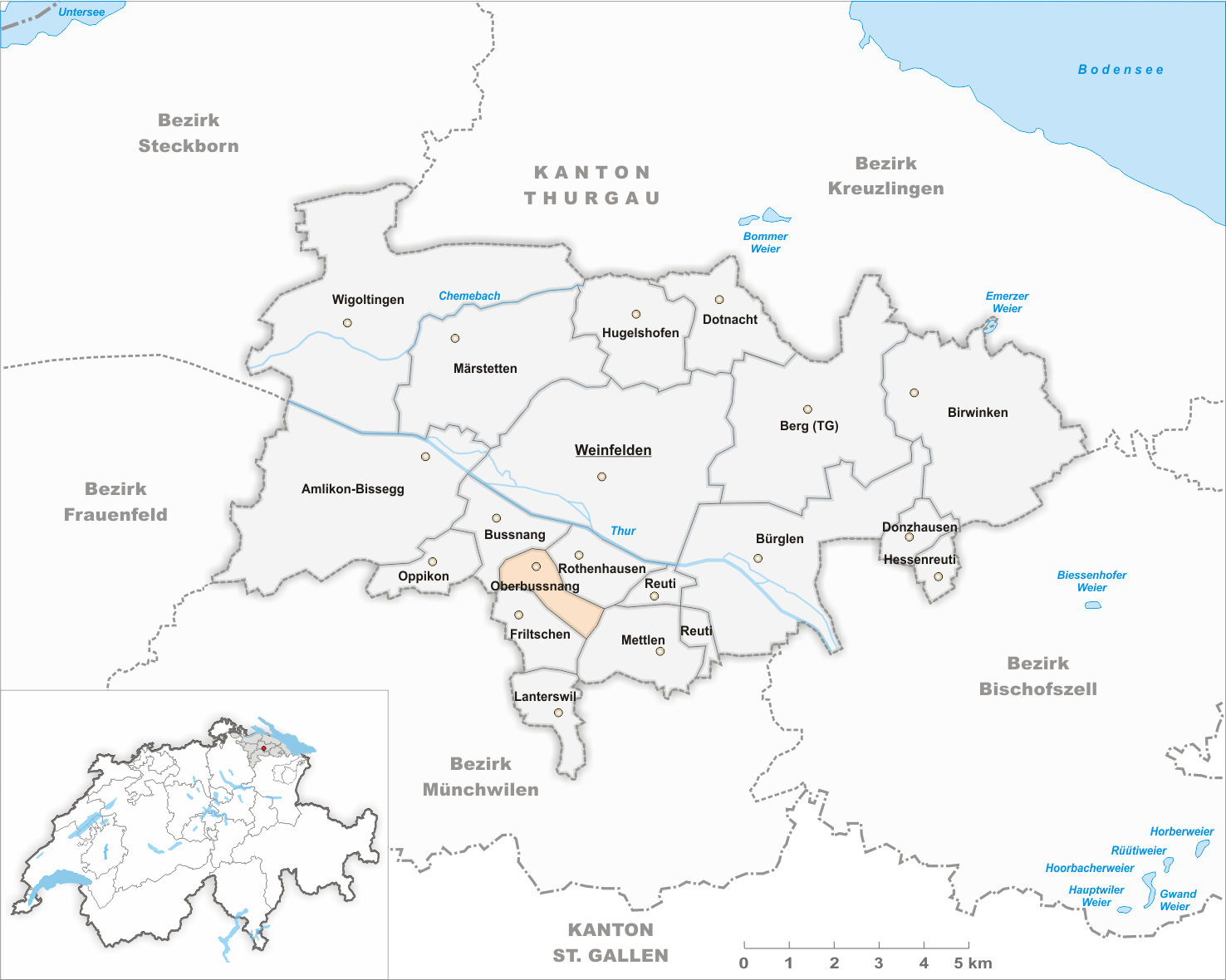
Gemeindestand vor der Fusion im Jahr 1996

Oberbussnang wurde 857 als duobus Bussenanc erstmals urkundlich erwähnt. Im Frühmittelalter war das Kloster St. Gallen in Oberbussnang begütert. Die Zehntrechte gingen von St. Gallen 1293 an das Kloster Feldbach bzw. Konrad von Öhningen über und gelangten teilweise 1339 und ganz 1677 an die Komturei Tobel. Oberbussnang gehörte stets zur Herrschaft Bürglen und zum Niedergericht Mettlen. Kirchlich teilt es seit dem Frühmittelalter das Schicksal Bussnangs.
Die Bewohner betrieben Kornbau in drei Zelgen und Weinbau und besassen keine Allmend. Ab 1620 regelte der Einzugsbrief die Niederlassung, ab 1622 die Offnung das innerdörfliche Zusammenleben. 1915 wurden in der Margenmühle die Gastwirtschaft, 1920 die Mühle und 1928 die Sägerei aufgegeben.

## Wappen
Blasonierung: Dreimal gesparrt von Weiss und Schwarz.
Die Gestalt des Wappens geht auf die Freiherren von Bussnang zurück, die Farben stammen von der Stadt St. Gallen, der Besitzerin der Herrschaft Bürglen.

## Bevölkerung
| Jahr         | 1850  | 1900  | 1950  | 1990  | 2000  | 2010  | 2018  | 2023  |
| Ortsgemeinde | 366   | 390   | 359   | 264   |       |       |       |       |
| Ortschaft    |       |       |       |       | 91    | 102   | 105   | 109   |
| Quelle       | [ 4 ] | [ 4 ] | [ 4 ] | [ 4 ] | [ 7 ] | [ 8 ] | [ 2 ] | [ 9 ] |

Von den insgesamt 109 Einwohnern der Ortschaft Oberbussnang am 31. Dezember 2023 waren 12 bzw. 11,0 % ausländische Staatsbürger. 38 (34,9 %) waren evangelisch-reformiert und 26 (23,9 %) römisch-katholisch.

## Bilder

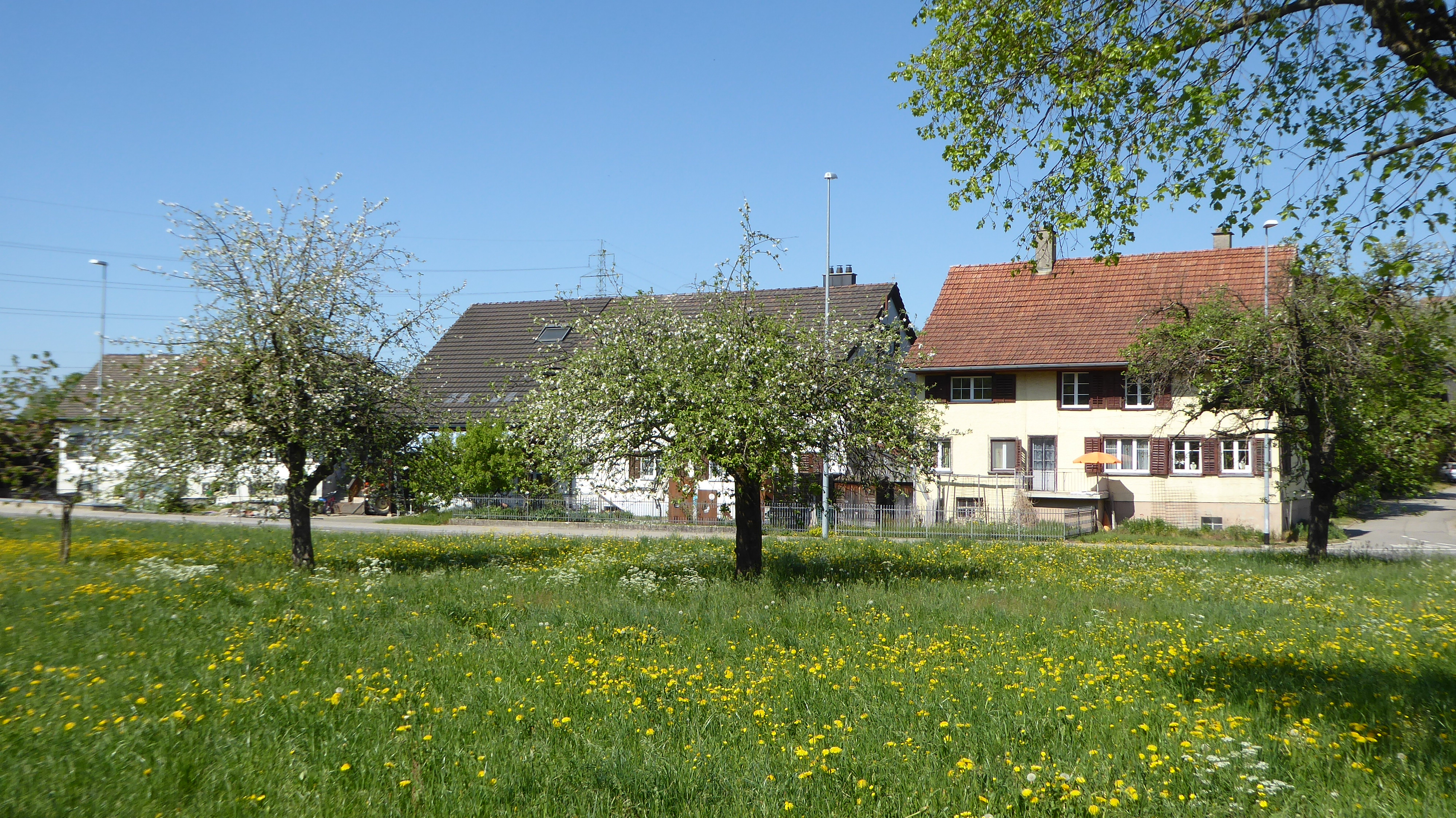
Oberbussnang
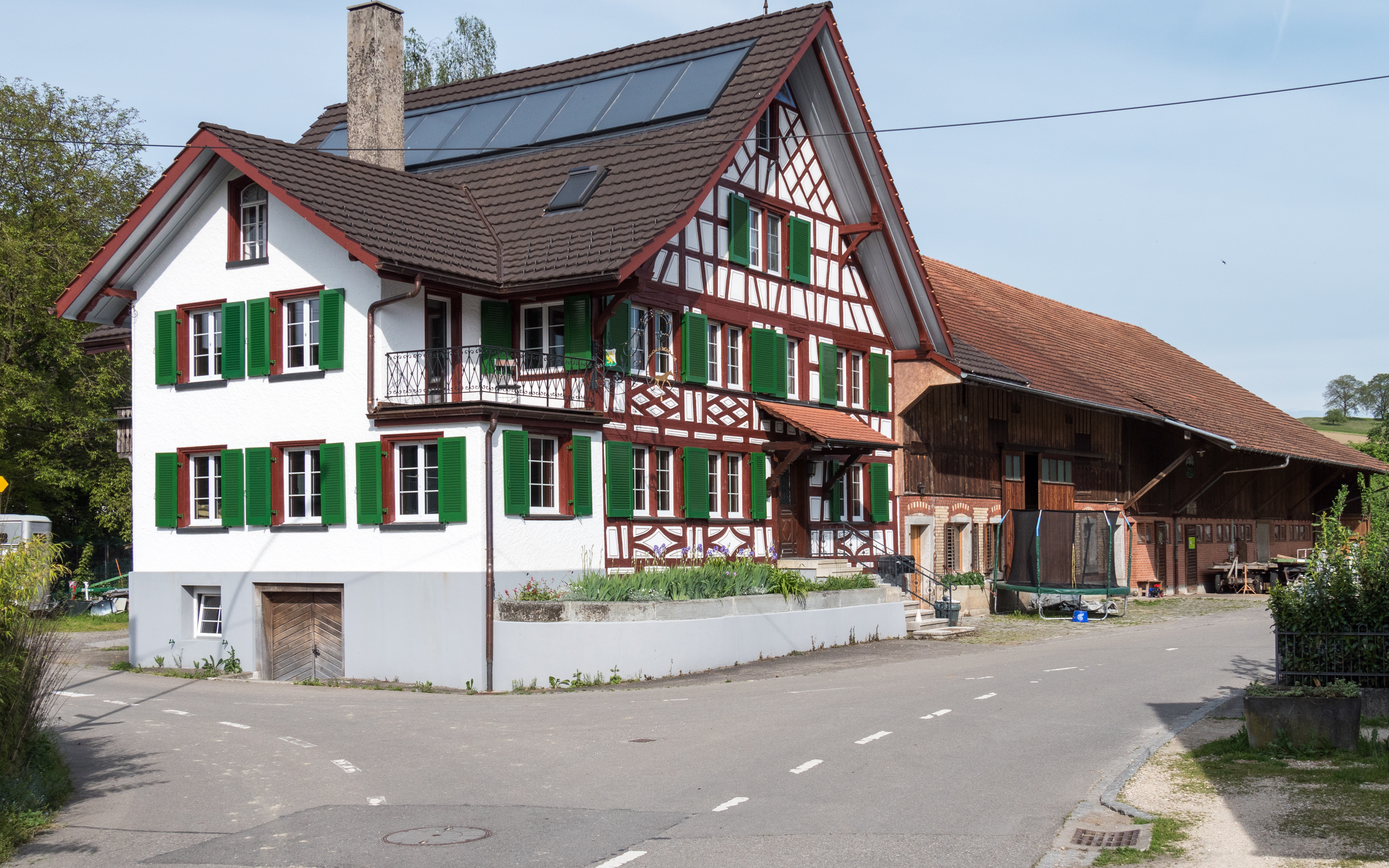
Hof «Zum Rössli»
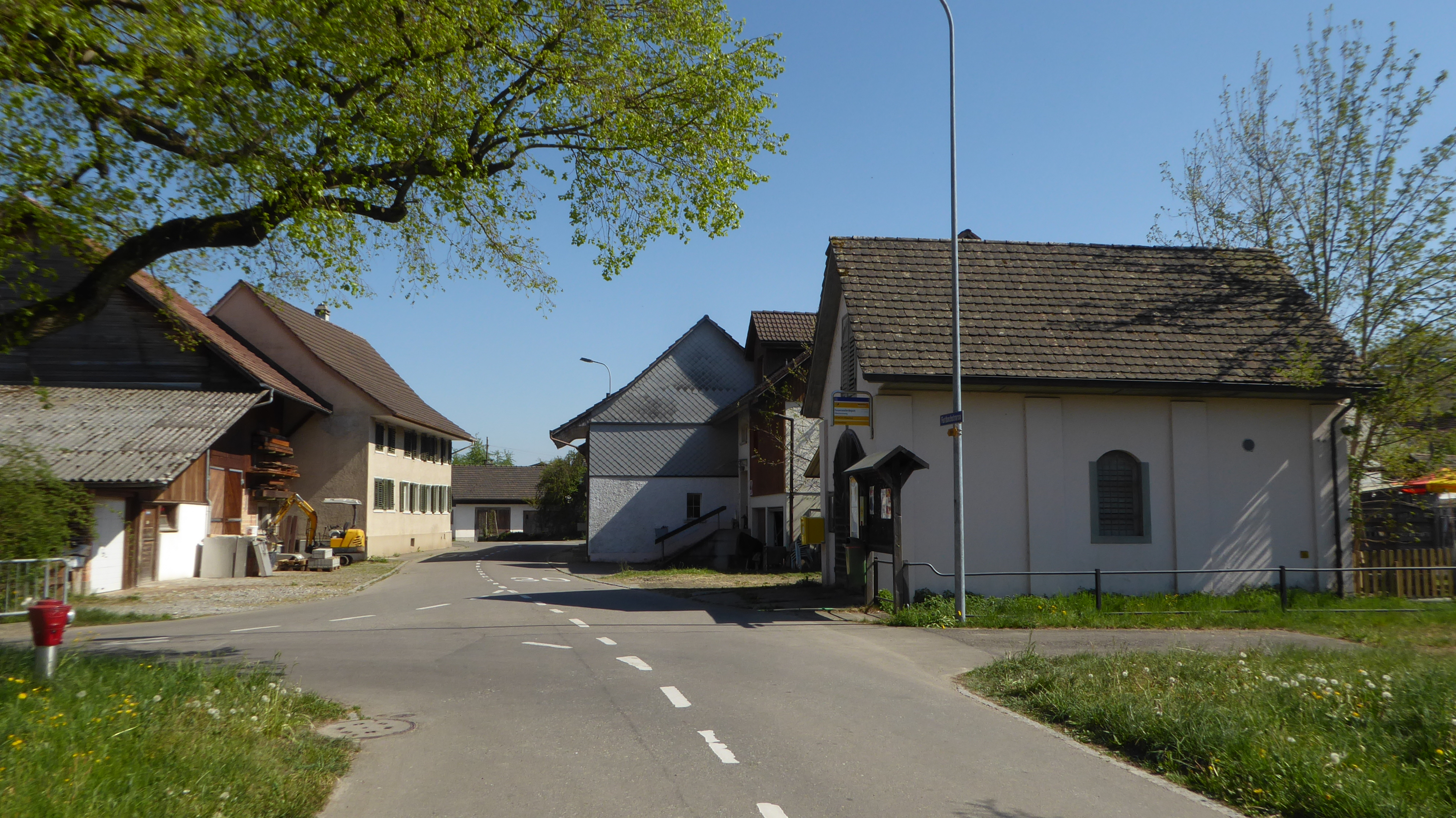
Feuerwehrdepot